# Frank Hadow
Patrick Francis Hadow, detto Frank (Londra, 24 gennaio 1855 – Somerset, 29 giugno 1946), è stato un tennista e crickettista britannico, secondo vincitore del Torneo di Wimbledon.

## Carriera

### Tennis
Hadow conquistò il successo sull'erba londinese nell'edizione 1878, sconfiggendo Spencer Gore nel Challenge Round. Hadow fu un innovatore del gioco: fu infatti il primo tennista a usare il pallonetto, in risposta agli attacchi del rivale Gore, ideatore del gioco a rete. Dopo la vittoria nel 1878, decise di non difendere il titolo nell'edizione 1879.
Nella storia ultracentenaria di Wimbledon è uno dei nove giocatori ad aver vinto il torneo senza perdere un set.

### Cricket
Hadow fu un affermato giocatore di cricket. Le principali squadre in cui giocò furono il Middlesex, il Marylebone Cricket Club, il South of England e i Gentlemen of England. Militò inoltre in diverse squadre minori a Ceylon.